# Brahma (tyúk)

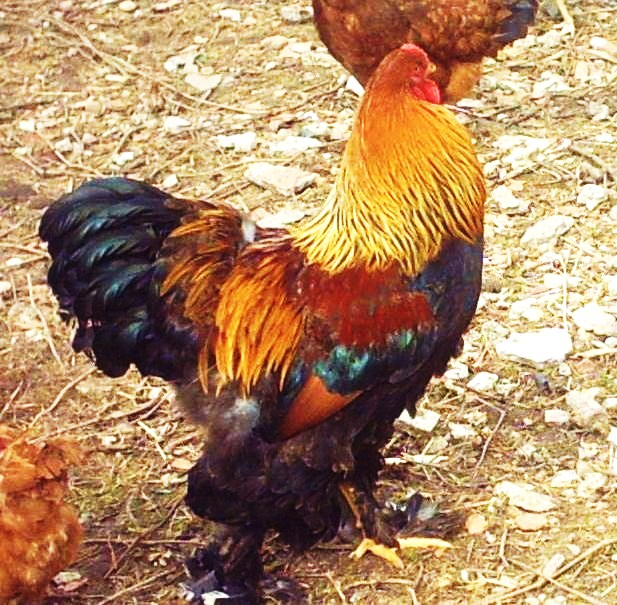
Brahma kakas

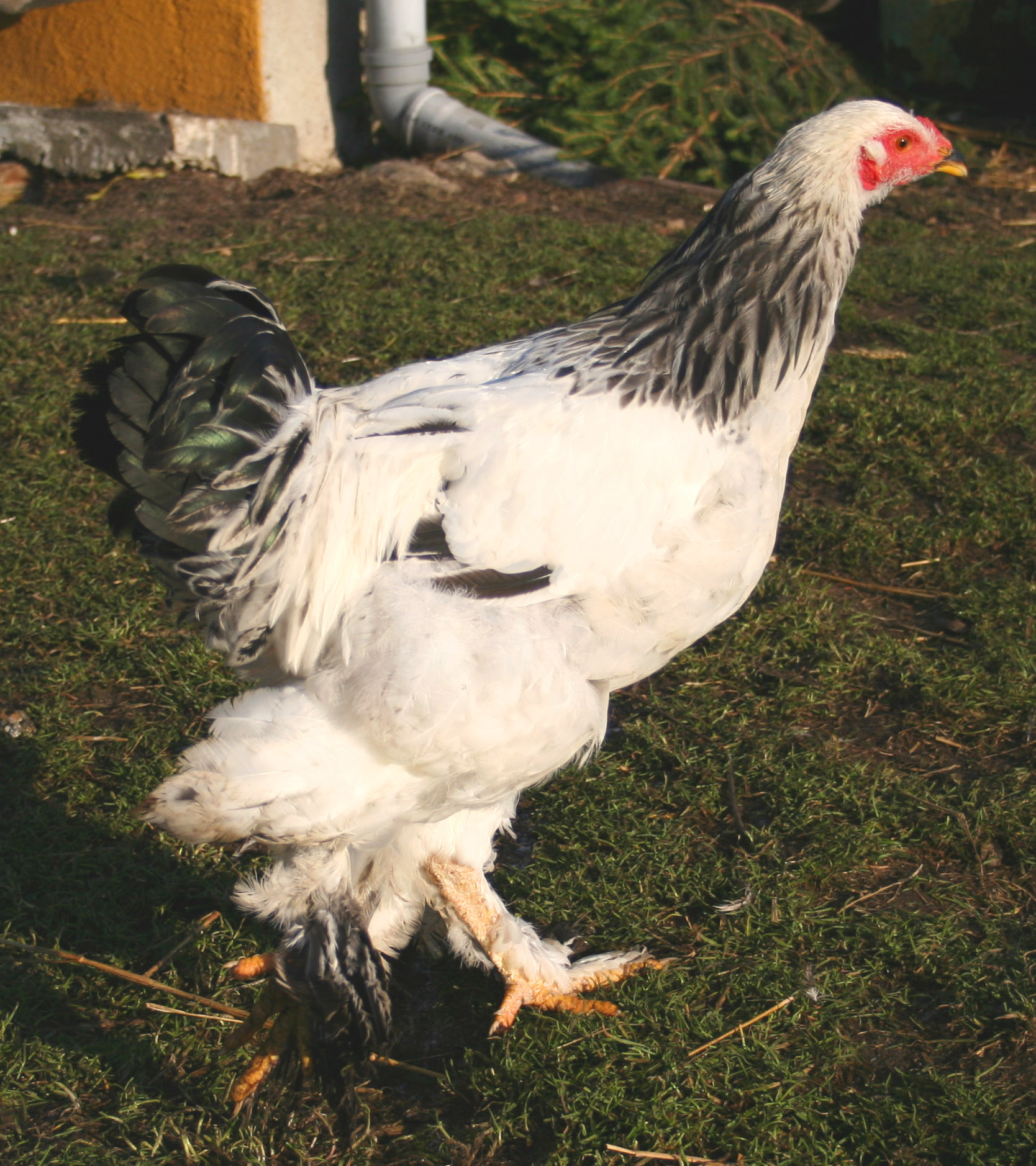
Fiatal brahma kakas

A brahma egy óriás testű tyúkfajta.

## Fajtatörténet
Indiai-amerikai eredetű. 1850 körül került Európába. 

## Fajtabélyegek
Nagytestű, széles hátú fajta. Farktollak viszonylag rövidek, de nem annyira mint a cochinnál. Melltájék kerekded és telt a sok tollazattól. Szárnyak rövidek, de erősek, szorosan a testhez simulóak. Feje kicsi, széles. Arca kissé vagy egyáltalán nem tollas. Szeme narancsvörös színű. Csőre rövid, erős, sárga, hegye gyakran sötét. Taraja borsós, kicsi, kevésbé fejlett. Nyaka középhosszú, hátratartott, gazdagon tollazott. Megnyúlt combok erősen tollazottak. Csüd erősen csontos, erősen sárga, négyujjú. Tollazata sűrű, gazdag, de testhez simuló. 

## Színváltozatok
A Brahma tyúkfajtának több ismert színváltozata van.: lemon pyle, sárga-fekete columbia, sárga-kék columbia, Fehér-fekete columbia ezüstszegett, fogoly, kékfogoly, kék-ezüstfogoly vörös háttal, fekete, kék, kendermagos.
A leggyakoribbak a világos, sötét és buff (sárga) típusok, de ritkábban előfordul fehér, kék, columbia mintás és porcelán változat is.
A világos Brahma (light Brahma) fehér tollazatú, fekete farokkal és fekete-fehér nyakmintázattal rendelkezik. A szárnyakon is gyakran jelennek meg fekete minták, a lábak és az ujjpihék fehérek. A sötét Brahma (dark Brahma) kakasa ezüstös nyak- és hátfedőtollakkal, sötét testtel és fekete farokkal rendelkezik. A tojó sötét színezetű, finoman cirmos mintázatú, a nyaka világosabb gallértollazattal. A sárga Brahma (buff Brahma) világos sárgás-barna alapszínű, fekete nyaklánccal és fekete faroktollakkal. A szárnyak végén gyakran látható fekete szegély.
A fehér Brahma teljesen fehér tollazatú, lábai szintén fehérek. Egyes tenyésztési szabványok önálló színváltozatként tartják nyilván, míg mások a világos Brahma egyik formájának tekintik. A kék Brahma ritka színváltozat, világoskék vagy palakék tollazattal. A nyak és a farok sötétebb árnyalatú lehet. Ez a változat főként hobbitartók körében népszerű.
A columbia mintázatú Brahma világos testtel és fekete farokkal rendelkezik, a nyak gallértollazata éles kontrasztot mutat. A mintázat különösen szabályos és tiszta. A porcelán Brahma világos alapon barna és fekete pöttyökkel tarkított. Ez a ritka színváltozat leginkább kiállítási és dísztyúkként ismert.

## Tulajdonságok
A nagy, erőteljes megjelenésük miatt attraktív színváltozatok gazdag lábtollazatuk miatt minden kiállításon felkeltik az érdeklődők figyelmét. Nagyon szelídek lesznek a gazdájukkal szemben. Elég egy alacsony kerítés, melyet nem fognak átrepülni. A hideget nagyon jól tűrik, a csibék is viszonylag ellenállóak. Ahhoz képest, hogy a nagyfajták közé tartozik a tyúkfajták közül, viszonylag gyorsan növekszik. Fontos a megfelelő takarmányozás, hogy jellegzetes erős csontozatuk egészségesen kifejlődjön. Gyors növekedés esetén nem árthat plusz D-vitamin adagolása. 
Általában 6-7 (tojók), ill. 7-8 (kakasok) hónaposan ivarérettek, de akár a 2. és 3. életévükben is még fejlődhetnek méretben és súlyban. Idősebb korban könnyen elzsírosodnak. Fontos a zöldtakarmány, fehérje és a sok mozgás. A Brahma nem elsősorban tojáshozamra kitenyésztett fajta, de tojásprodukciójuk kielégítő, különösen jó tojók a téli időszakban más fajtákhoz viszonyítva. Húsa jó minőségű, omlós, nem száraz.  
| Általános tulajdonságok: | Általános tulajdonságok:        |
| ------------------------ | ------------------------------- |
| Súlya                    | kakas 3,5–5,5 kg, tojó 3–4,5 kg |
| Gyűrűmérete              | kakas 27, tojó 24               |
| Tenyésztojás tömege      | 53 g                            |
| Tojáshéj színe           | sárgásbarna, sárgásvörös        |
| Éves tojáshozama         | 140 db                          |